# 娘热乡 (谢通门县)
娘热乡（藏語：ཉང་རི，威利转写：nyang-ri），是中华人民共和国西藏自治区日喀则市谢通门县下辖的一个乡镇级行政单位。

## 行政区划
娘热乡下辖以下地区：
玛尔地村、欧若村、果索村、果祥村和卡嘎村。